# Болтин, Баим Фёдорович
Баим (Борис) Фёдорович Болтин — русский военный и государственный деятель, стольник, воевода и ясельничий, старший сын дворянина Фёдора Михайловича Болтина.

## Биография
В 1613 году Баим Фёдорович Болтин участвовал в походе русского войска на Великий Новгород, был отправлен воеводой князем Дмитрием Тимофеевичем Трубецким из Бронниц в Москву, с жалобой к царю Михаилу Фёдоровичу на «тесноту, чинимую немецкими людьми русским ратным людям». В 1620 году был вторым воеводой при Никите Дмитриевиче Вельяминове в Терках, где пробыл до 1623 года. В 1624 году Баим Болтин в первый день «государевой радости» стоял у дверей от столовой избы к сборной палате.
В 1625 году Баим Болтин присутствовал на первой свадьбе царя Михаила Фёдоровича с княжной Марией Владимировной Долгоруковой. В том же 1625 году был отправлен на воеводство в Терки и пробыл там до 1628 года, а воротившись в Москву и состоя еще в должности дьяка (сперва Нижегородской четьи, потом Посольского приказа), участвовал почти всегда во встречах и приемах послов, удостоиваясь видеть царские очи в праздники и приглашаясь за царский стол в столовой избе.
В 1626 году во время отсутствия царя Михаила Фёдоровича, отправившего на богомолье в Троице-Сергиеву лавру, дворянин Баим Фёдорович Болтин вместе с боярином Шереметевым «дневал на государевом дворе».
Осенью 1632 года Баим Болтин участвовал в русско-польской войне (1632—1634 гг.). Еще в августе царь Михаил Фёдорович назначил Баима Болтина вторым воеводой в Севск. Воеводы Фёдор Кириллович Плещеев и Баим Фёдорович Болтин были отправлены в Севск, где должны были собирать «прибылой» (резервный) полк для нападения на приграничные польско-литовские владения. Вскоре первый севский воевода Фёдор Плещеев скончался, его заменил Иван Еропкин. В ноябре 1632 году по царскому указу воеводы Баим Болтин и Иван Еропкин с резервным полком выступили из Севска в поход на Чернигово-Северскую землю, принадлежавшую Речи Посполитой. В декабре того же 1632 года русские отряды осадили и взяли штурмом Новгород-Северский, прислав в Москву капитана Куницкого с пленными шляхтичами (200 чел.). Воевода Баим Фёдорович Болтин был награждён собольею шубою на золотой парче, кубком да придачею к окладу поместному и денежному. В феврале 1633 года Баим Болтин был назначен царским указом первым воеводой в Новгород-Северском. В том же 1633 году был пожалован в царские стольники. Болтин возглавил второй поход на Ромны, которые смог взять и сжечь.
1 апреля 1634 года Баим Фёдорович Болтин, будучи головой стольников и стряпчих, сопровождал боярина Фёдора Ивановича Шереметева на мирых переговорах с польско-литовскими комиссарами между Вязьмой и Дорогобужем. 5 июля упоминается в списке дворян, присутствовавших за царским столом. В октябре 1635 года Баим Фёдорович Болтин, будучи четвертым дворянином, в составе московского посольства ездил в Речь Посполитую. В 1637 году был отправлен в Путивль для проведения пограничной черты на польско-литовской границе. 23 мая 1638 года Баим Фёдорович Болтин, будучи головой девятой сотни городовых дворян, присутствовал на встрече крымского посла. В августе 1641 года царским указом был пожалован в ясельничие. В 1642 году вторично был отправлен в Путивль для межевания спорных русско-литовских владений. В 1644 году Баим Болтин участвовал во встрече датского королевича Вальдемара. В 1641-1645 годах — постельничий при царском дворе и первый судья в Конюшенном приказе. В 1649 году Баим Фёдорович Болтин — «пристав» при польско-литовских послах. В 1652 году Баим Болтин был отправлен царем Алексеем Михайловичем на воеводство в Тобольск, где пробыл два года. В 1654 году присутствовал при приёме царем польского посольства.